# برنامج بيث المفضل
«برنامج بيث المفضل» (بالإنجليزية: The ABC's of Beth) هي الحلقة التاسعة من الموسم الثالث من مسلسل الخيال العلمي الأمريكي ريك ومورتي. تم بث الحلقة في 24 أيلول 2017, من إخراج خوان ميزا ليون وكتبها مايك ماكماهان.

## الحبكة
يدخل ريك وبيث فروبيلاند، وهو عالم خيالي ابتكره ريك لبيث عندما كانت صغيرة. هدفهم هو استعادة تومي، صديق الطفولة بيث الذي كان محتجزا في فروبيلاند، ومنع إعدام والده، الذي اتهامه زورا بأكله. تومي، الذي نجا كل هذه السنوات باللجوء إلى البهيمية وزنا المحارم وأكل لحوم البشر، يرفض العودة إلى العالم الحقيقي. تمكن ريك وبيث من إنقاذ حياة والده من خلال إنشاء نسخة طبق الأصل من تومي. بالعودة إلى المنزل، يتم تقديم بيث مع خيار الحصول على نسخة بديلة لها، بحيث تكون حرة في السفر حول العالم. وفي الوقت نفسه، جيري يواعد فضائية صيادة تدعى كيارا، مما يؤدي لفزع مورتي وسمر.
عندما يقرر الخروج من العلاقة، تغضب كيارا وتحاول قتل الأطفال الذين تحملهم المسؤولية. تم حل الموقف بعد الكشف عن أن كيارا كانت تستخدم جيري للتغلب على صديقها السابق، مثلما كان يفعل جيري معها. في مشهد ما بعد إنتهاء الحلقة، تقوم آلة الرد على المكالمات الخاصة بجيري بتشغيل رسائل تحذره من أن صديق كيارا قادم لقتله، ويقول ريك إنه قتل صديق كيارا، ولكنه مارس الجنس معها أيضًا.

## الإنتاج
في 11 أيلول 2017, تم الكشف عن أن عنوان الحلقة سيكون «برنامج بيث المفضل», بالإضافة إلى تاريخ الإصدار في 24 أيلول 2017. تم الكشف عن الائتمان الكتابي للحلقة لمنتج المسلسل والكاتب مايك مكماهان عند بث الحلقة، وكذلك الفضل في الإخراج لخوان ميزا ليون. يقوم جستن رويلاند بدور ريك سانشيز ومورتي سميث وكريس بارنيل في دور جيري سميث وسارة تشالك في دور بيث سميث وسبنسر جرامير بدور سمر سميث.
بالإضافة إلى ذلك، يعبر توماس ميدلديتش عن شخصية تومي ليبنيب، وهو صديق قديم لبيث أصبح في فروبيلاند عندما كان طفلاً ولجأ إلى وسائل رهيبة للبقاء على قيد الحياة. في الند، يُفترض أن تومي مات، وخلق بيث وريك نسخة منه ليعودوا إلى والديه. أيضًا، قامت جينيفر هيل بأداء صوت كيارا، وهي صياد فضائي يرجع تاريخه إلى جيري لفترة وجيزة في الحلقة، وكرر براندون جونسون وكاري ولغرين أدوارهما من مواسم ريك ومورتي السابقة كشخصيتين متكررتين السيد غولدن فولد، مدرس مدرسة مورتي، وجيسيكا، مورتي الطويل- سحق الوقت.
أشار Inverse إلى أن "أكبر لغز لريك ومورتي في الموسم الرابع" لبيث العادية أو بيث الفضائية (تم تقديمه لاحقًا في "حرب النجوم: عودة جيري", خاتمة الموسم الرابع) هو الاستنساخ الحقيقي الذي صنعه ريك. بحث المقال أيضًا في مفهوم الشر في الحلقة، قائلاً، "الشر هو بناء لا يؤمن به ريك حقًا", كما يقول دان هارمون، مبتكر المسلسل. "الكون مليء بالغباء وأنت أذكى شخص فيه. إذن ستكون دائمًا الأكثر قسوة. ستكون دائمًا مثقلًا بغبائهم. أنت وحيد في عقلك." قال الكاتب رايان إلدر في فيديو داخلي بعنوان «برنامج بيث المفضل», "صمم [ريك] فروبيلاند للترفيه عن بيث حتى لا يضطر إلى ذلك، ولكن أيضًا لحماية نفسها من نفسها. في مراجعة للحلقة، والتي وصفها إيه. في. كلوب بأنها "ممتازة" و "مضحكة باستمرار، بينما تطرقت أيضًا إلى أكبر موضوع في العرض", أشار مايكل والش إلى أن "العرض قد تأثر بشدة مرة أخرى بفكرته المتكررة بأن لا شيء مهم".

## استقبال

### مشاهدة الأرقام
وشاهد الحلقة 2.49 أمريكيًا في تاريخ بثها.

### استجابة حرجة
حصل الموسم على نسبة موافقة تبلغ 96٪ من روتن توميتوز بناءً على 10 مراجعات، ومتوسط تقييم 8.95 من 10, مع إجماع الموقع: 
| « | يغوص ريك ومورتي في معضلات كونية جديدة وحتى أكثر غرابة في الموسم الثالث الذي يستجوب الروابط الأسرية والحب والعدمية - ويتعامل مع جميع الموضوعات الوجودية مع ذكاء العلامة التجارية للمسلسل. | » |

علقت آي جي إن على حقيقة أن بيث وجيري لا تلعبان دور البطولة في حلقات معينة من الموسم الثالث، قائلة: "برنامج بيث المفضل" شعرت وكأنها جهد متضافر لتعويض الوقت الضائع، ولم يخيب أملك. " قال جيسي شيددين، كاتب المراجعة، إن الحلقة احتوت على "بعض الأشياء المظلمة جدًا، بعبارة أخرى. . . يكفي أن أتساءل عما إذا كان ذهب الكتاب استكشاف قليلا بعيدا جدا مخلوق الظلام الذي يتربص تحت السطح الخارجي لطيف بيث". دعا دن أوف جيك الموسم بأكمله، وخاصة "برنامج بيث المفضل", مكتظًا، قائلاً إنه "يفقد الحبكة قليلاً. . . إنه لأمر مؤسف لأن هذه السلسلة كانت جيدة جدًا في تجسيد جميع شخصياتها بشكل تدريجي بخلاف ريك ومورتي وكان هذا وقت بيث للتألق".
قدم الكاتب جو ماتار من دن أوف جيك الحلقة ثلاثة من أصل خمسة نجوم. قالت جيني جافي من نسر "إذا كانت حقيقة أن "برنامج بيث المفضل "تأتي مباشرة بعد"مفجرات عقل مورتي"مهمة على الإطلاق، فقد نستنتج أنهم فعلوا كل هذا من قبل وسيستمرون في افعل هذا مرة أخرى، في كل كون يمكن تصوره، حتى نهاية الزمان. ولكن كما قد يذكرنا ريك - أو بيث -, لا يهم حقًا. لا شيء يفعل.